# モンタナ・ジョーンズ
『モンタナ・ジョーンズ』は、1994年4月2日から1995年4月8日にかけてNHK総合テレビで放送されたテレビアニメ。2003年4月7日から2004年3月22日にかけてNHK教育テレビで『冒険航空会社モンタナ』（アドベンチャー・エアライン モンタナ）として再放送された。

## 概要
日本のNHKとイタリアのREVERによる国際共同制作作品。アニメーション制作はスタジオ・ジュニオ（現：ジュニオ ブレイン トラスト）が全話を担当した他、韓国の世映動画/世映アニテルが制作協力として参加した。
日本では、NHK総合テレビで1994年4月2日 - 1995年4月8日までの期間、土曜日の18:10 - 18:40（最終話のみ17:00 - 17:30）に放送された。全52話。構成は、オープニング→本編→上記挿入歌をBGMにした今日のメカ紹介（またはメリッサのファッションブック）→今日の冒険ガイド→みんなのおたより・イラスト紹介→次回予告→エンディングである。
REVERは本作より約10年前の1984年にも日本の東京ムービー新社との合作で『名探偵ホームズ』を手がけており、本作には同作にも参加したパゴット兄弟も参加しているため作風に共通点がある。『名探偵ホームズ』では本来人間であったキャラクターを擬人化した犬として描いているのに対し、本作のキャラクターはライオンや虎などネコ科の動物（一部例外あり）として描いており、登場人物以外にも作中の像や絵画も全てネコ科系統の顔で描いている。
総合テレビの箱枠アニメでは『アニメ三銃士』以来となる全52回放送のアニメ作品となった。
本作の本放送終了後、NHK地上波の新作アニメ枠は教育テレビに移動したため、総合テレビでは2004年の『NHKアニメ劇場「火の鳥」』まで約9年間にわたってアニメ枠が1つもない状態が続いた。ちなみに本放送時、最終回は通常（18:10）よりも1時間10分早い17:00から放送されたが、これは教育テレビへの枠移動後最初の作品（つまり本作の実質的な後続作）である『飛べ!イサミ』の第1話が本作最終回と同じ1995年4月8日に放送されたためである（要因としては、本放送第41話と第42話の間が2週間空いた（1月17日に発生した阪神・淡路大震災報道を実施した）ためである。なお、NHKは同年4月1日より現行ロゴを使用しているが、そのまま旧ロゴで放送されている）。

### 冒険航空会社モンタナ
日本での放送後におよそ30か国で放送されたが、この時のタイトルは単に『モンタナ』（MONTANA）であり、2003年4月7日から2004年3月22日（当初は月曜 19:00 - 19:25、半年後19:30 - 19:55に移動）にかけてNHK教育テレビで再放送された際にはこれにあわせてタイトルが『冒険航空会社モンタナ』に変更された。また、この時の再放送ではスケジュールの都合で本放送時の第18話・第25話・第29話が再放送されておらず（すなわち再放送されたのは全49話である）、ミニコーナーと次回予告も放送時間の関係でカットされた（実際に30分の放送だったが、他の番組紹介を放送していた）。

## あらすじ
時代は1930年代。ボストンで航空貨物会社を経営するモンタナ・ジョーンズは、従兄弟のアルフレッド・ジョーンズの上司・ボストン自然博物館のギルト博士から指令を受け、偶然知り合ったメリッサ・ソーンを連れ、3人で古代遺跡に眠る伝説の秘宝を求め世界を股にかけた冒険に出発する。行く先々では秘宝収集家のゼロ卿がそれを虎視眈々と狙っており、モンタナ達は彼の野望を打ち砕き且つ貴重な人類の遺産を守るべく大活劇を繰り広げる。

## キャラクター
物語は、ゼロ卿の盗掘を防ぐ為、ギルト博士の弟子であるアルフレッドら一行が宝を先に回収して正規の機関に引き渡すという流れが基本となる。その為、一話限りのゲストキャラを除き、登場人物はゼロ卿・ギルト博士双方の関係者によって構成される。注釈がない場合、全放送回の登場。

### ギルト博士の弟子とその仲間
モンタナ・ジョーンズ（Montana Jones）
声：大塚明夫
本作の主人公。ボストンで航空貨物会社を経営し、飛行艇「ケティ」（機種はスーパーマリンモデルGS6）の操縦士を務めているが、会社は赤字続きで従業員も彼一人。愛機の修理代を叔母のアガサから借金している為、その返済も兼ねつつ普段はアガサが経営しているイタリア料理店でアルバイトをしている。飛行機の部品は中古や半額以下に値切った物を買っている事が多いようで、欠陥品を掴まされることも有る。「オンボロ飛行機」「空飛ぶガラクタ」と他人から揶揄されても自身は心から大切にし、愛機に向かって話しかける場面も多々ある。
常に前向きでチャレンジ精神旺盛な大の冒険好き。非常に楽天的な性格であり大胆且つ諦めない行動から、訪問する先々の人々(特に少年少女達)から必ず信頼を得る。運動神経と状況判断は抜群だが、アルフレッドとは異なり図書館で書物を調べるなどの退屈で難しい事は苦手。
大リーグの中継を聞くことが好きで、第6話では野球中継を聞くためにラジオのスイッチを入れた所、一緒にいたアルフレッドとメリッサにギルト博士の指令が来たものと勘違いされている。
近代の日本で作られるようになったファーストフードが好物。第10話では味噌ラーメン、第21話では蒲焼を食べたいと言っている。第50話では浅草で売られていた団子を気に入り、帰りにもう一度食べることを提案した際は他の2人にも賛成された。
アルフレッド・ジョーンズ（Alfred Jones）
声：中尾隆聖
モンタナの従兄弟で、ギルト博士の弟子。小太りで平穏な生活を好み、良質な音楽（第1話でモーツァルトが好きであると発言している）とスパゲッティ（特に母親が作った物）を愛するボストン自然博物館の考古学者で教授職。かなりお人よしなところがあり、いつも敵対しているゼロ卿の「今までの自分の行動は実は歴史的遺産を保護するため」という嘘を信じてしまったことがある。
研究熱心且つ理論的な性格で、古文書の解読等でその知識を披露する。
対照的な性格であるモンタナに振り回されることもしばしば。モンタナの荒い飛行機の操縦に不安を感じており、常にカバンの中にパラシュートを忍ばせている。当初は冒険や旅行そのものを嫌がる素振りを見せていたが次第に慣れ、ゼロ卿を巧く言葉で騙したりするなど楽しみながら調査を進める場面が増えてゆく。
運動は苦手で泳げないが、いざという時はモンタナも顔負けの行動力を見せる。第29話ではサスペンダーを着用していた。
メリッサ・ソーン（Melissa Thorn）
声：岩男潤子
外交官の一人娘。新聞記者。語学堪能であり、一行の旅先でそれを発揮する（話によっては彼女がいないのに言葉が通じていることもある）。スタイル抜群の美女で、いつも華麗な衣装をまとって登場する。お嬢様なせいか少々我が儘。一方で車の運転技術はかなり高く、簡単な操作だがケティを操縦することも出来る。第18話ではピアノ伴奏の隣で美声を披露しながら堂々と財宝の手がかりを手に入れる等、その大胆な行動力はモンタナも顔負け。第37話でアーサーというピアニストの甥が登場する。
常に大金を持っているようで、第42話で宝のヒントとなる剣を競売で1001マルク（日本円で6〜7万円位）で競り落とそうとしたスリム達に対し、それをはるかに上回る1万マルク（60万円位）をカバンからポンと取り出して、あっさり阻止した。
平凡な生活にうんざりしており、退屈凌ぎにモンタナ達の冒険へ同行している。回を追うごとにモンタナを意識しているような言動が見られ、最終回では父親公認の仲にまで急接近していた。
自身を「か弱いレディ」と表現し他の2人にからかわれる事も多い。大の買い物好きであり、「100年分の買い物をしたんじゃないの？」と言われるほど膨大な量を購入することがある。第35話では、エンジンが動かなくなったケティを動かすための帆の代用としてメリッサの服が使われている。
ときどきロマンチックな発言をするが大概モンタナによってムードを壊されてしまう。しかしその一言が謎解きのヒントとなることも。

#### 関連人物
アガサ・ジョーンズ（Agatha Jones）
声：吉田理保子（1〜8・10・12・13・15〜18・23・24・28・33・34・38・39・45・51・52話に登場）
アルフレッドの母でありモンタナの叔母にあたる女性。メリッサは親しみを込めて「アガサおば様」と呼ぶ。ボストンでイタリア料理店を営んでおり繁盛している。料理の腕は天下一品で、モンタナもアルフレッドもアガサのスパゲッティが大好物。厨房の棚の茶瓶の中にへそくりを隠している。
息子のアルフレッドには過保護気味だが、従業員であるチャダには厳しくモンタナも唯一恐れる存在。店の手伝いを投げ出して冒険に出かけるモンタナに対して、常に不満を漏らすが内心では心配している。
初期はギルト博士の指令に応じて出かけるモンタナ達を見て露骨に嫌がっていた。しかし第16話で変装したゼロ卿を「魅力的な人」と勘違いしてしまい、「怪しく見える」というチャダの言葉も聴かなかった事が原因となりゼロ卿に指令レコードを取られてしまう。その際に責任を感じて渡航経験も無いまま自らも冒険に参加し、モンタナ達の仕事に理解を示したのか以降の回は協力的になってゆく。
第23話にて自らの友人達をモンタナ航空の客として紹介。その際にモンタナの操縦技術を「超一流」と高く評価している。
チャダ（Chada）
声：津久井教生（1〜3・5〜7・10・12〜17・21・24・25・35・36・38・45・51・52話に登場）
アガサの経営するイタリア料理店の唯一の従業員でありコック兼ウエイター。モンタナ達を陰ながら応援している。ギルト博士から送られた指令レコードをモンタナ達に届ける或いは無線を通してレコード音声を流す連絡係の役割を果たしている。レコードの扱いに慣れていないらしく、傷をつけて途中からリピートがかかり続きが聞けなくなる、謎解きの核心となるキーワードがスキップしてしまう等モンタナ達に迷惑をかけてしまう。消滅する際に生じる爆発で度々部屋を煙まみれにしたり、洗濯物のアイロンがけを途中で忘れ布地を焦がしたりしてアガサに怒られている。
今作の登場人物は基本的に食肉類系の顔をしているが、チャダのみネズミ顔をしている。
ギルト博士／ソーン大使（Professor Gilt）
声：糸博
アルフレッドの上司、ボストン自然博物館の館長でもある。世界各国の宝物情報に精通し、モンタナ達にゼロ卿から世界の考古学的遺産を守る指令を出している。最終回を除く全話で音声のみ登場し、最終回で本人が現れ驚きの正体が明らかになる。
スパイ大作戦のように指令レコードが再生後に爆発して消滅する仕掛けを施すお茶目な人。レコードの内容は必ず「親愛なる我が弟子アルフレッド君とモンタナ君、元気かね？」という呼びかけで始まり（第1話のみモンタナの名に触れていない）、「君を守るのは君自身だ、成功を祈る」という言葉で終わる。遺産に辿り着きやすいよう謎を解くヒントをレコードそのものに仕掛けたり、参考となるガイドブックを添えて送ってくれる事も有る。第16話でゼロ卿がギルトになりすました時、「オリバー・ギルト」と名乗って特に怪しまれないので「ギルト博士」としてはこの名前を使っている模様。
アーメッド（Ahmed）
声：渡辺久美子（7・31・35・48話に登場）
エジプト・カイロで観光ガイドをしている少年。初登場以来、ルクソールやアレクサンドリアなど行き先がエジプト方面の時には必ずといっていいほど冒険に巻き込まれる。初めは事情を知らずゼロ卿達を案内してしまうが、騙されたと判って以降は進んでモンタナ達を助け協力するようになる。
商売に抜け目のない性格で、何かにつけてインチキ観光グッズを売り込んだり、サービス料を請求して儲けようとする。勝手にアルフレッドの名を使い商品に信憑性をもたせようとした事もある。
コスグローブ教授（Professor Cosgrove）
声：鈴木琢磨（2・23話に登場）
ギルト博士の友人である海洋学者で、専門は深海魚。登場回数は2度だけだが、どちらの回も調査先で（沈没船狙いの）ゼロ卿に遭遇してしまう。危険な目にも遭遇するが、共に冒険するモンタナ達へは非常に好印象を抱いており進んで協力する。
ジョドファ（Jodofa）
声：中村大樹（5・18・26話に登場）
ギルト博士の友人(?)である怪しい商人。「ヘッヘッ」という不気味な笑い方をする。店はインドにあるがビルマや香港など活動範囲は広い。ギルト博士の依頼でモンタナ達に手がかりの品を渡す役目を引き受けながら、便乗してインチキ商品を売りつけようとしたり、時にはゼロ卿に財宝の情報を売り込んだりと抜け目のない性格。

### ゼロ卿とその一味
ゼロ卿（Lord Zero）
声：大友龍三郎
モンタナたちの敵にあたるトレジャーハンターの伊達男。世界の考古学的遺産を全て自らのコレクションにしようと企む悪人。一人称は「私」、モンタナ達の事は「ギルトの弟子ども」と呼ぶことが多い。短気で執念深く（本人曰く、プライドをかけているらしい）、目的の為なら手段を選ばない。さらに人使いが荒く、寝起きが極度に悪い（自覚あり）。そのため、モンタナからは「友人になるくらいならゴキブリと兄弟になった方がマシ」､手下のスラムでさえ「ああいう性格にだけはならないでおこう」と話しており、敵のみならず味方の間でも評判が芳しくない。
基本的に白いマントとタキシード、シルクハット姿だが、舞台となる地域によっては地元の民族衣装を着用していることもある。
暇をもて余している時は自分1人、ティータイムや昼寝をしていることが多い。
「世界の考古学的遺産（あるいは『秘宝』）は全てこの（あるいは『わが』）ゼロ卿のコレクションに」が口癖で、幾度となく財宝を狙うも、成功したことは一度もない。持っている杖（デザインは複数）の先端には銃や無線やハサミなど、色々な物が仕込まれている。世界中に多くの友人（殆どが闇市での知り合い）がいるらしい。敗北した際の「ニトロ博士…事情を説明してもらおうか…」「弁解は罪悪と知りたまえ!」「お前たち！これで終わったと思うなよ〜!!」は毎回お決まりの名台詞として知られる。なお、話によっては別のキャラクターがこの台詞を引用することもある。
第34話ではゼロ卿に瓜二つの領主（こちらは善人で、「～だよね」が口癖）が登場しており、臣下のルベスク将軍と共謀してこの領主の位を奪おうとした。
スリム（Slim）
声：桜井敏治
ゼロ卿の部下。一人称は「オイラ」。名前とは裏腹に太っており、食いしん坊。温厚だが、呑気で鈍臭い。ゼロ卿の命令でスラムとともにお使いから見張り、メカローバーの動力確保など、様々な雑用をこなしている。第35話において結果的にモンタナたちの手助けとなる行動をとる（ただし、本人は後になってこのことを知る）。　
スラム（Slam）
声：長島雄一
ゼロ卿の部下。悪知恵がよく働き、隙あらばゼロ卿の命令を無視して自分勝手な行いに出るが、失敗ばかり。スリムと2人で行動していることが多い。
第26話で警官たちに不審者扱いをされた際に注意を他にそらすためゼロ卿たちを泥棒として通報し、盗賊から聖地を守った礼として特別待遇を受ける。その際にはゼロ卿をスリムと共に自分の助手だと紹介した。
また、たびたびご当地ジュースを買いに行かされ、その度に少し分けてもらいたがるがうまくいった例はない。
ニトロ博士（Dr. Nitro）
声：滝口順平
ゼロ卿の元でメカローバー（動物などを模したマシン）を製造している老天才科学者。一人称は「ワシ」。身長は低く小太りで白色のヒゲを生やし、メガネをかけている。ゼロ卿から名を呼ばれると必ず「お任せを。」と答える。製造するマシンはどれも蛍光色で珍妙な形をしているが、その一つ一つに並々ならぬ愛情を注ぎ少しでも破損すると取り乱す。毎話メカローバーは最終的に大破してしまい「ワシの大事なメカが…」と悲しむことも。
できる限り動物の行動や容姿を似せているが魚型なのに地上を走行したり、イカ型やウサギ型なのに飛行能力を有したりと使い勝手も考慮している。予算の都合からか動力は石炭、太陽光、スリムたちの自転車漕ぎなど手動による自家発電であることが多い。マシンの製作に関しては、制作時間と制作費をゼロ卿がケチっているため、未完成であったり欠陥があることもしばしば。だがメカが壊れる原因のほとんどは、ゼロ卿による無茶な命令であることが多い。サブシステムを備え付けている時もあるが、その出来栄えは決まって不十分でありゼロ卿から「お前はそういうサブシステムしか作れんのか？」と怒鳴られる事もある。
技術者としても優秀で、盗んだモンタナのケティを水中に潜れるように改造したこともある。
第12話で偽のレコードを作った際、爆発して消滅する機能こそなかったがギルト博士の声を作る変声機を作っている（しかし第47話では爆発による消滅の機能付きで声がニトロ博士そのままの偽レコードを作っている）。
ゼロ卿に対しては常に不満が絶えず、「科学者の苦労も知らないで勝手なことを…」とぼやく場面もしばしば。メカローバーがやられた際の「いま少し時間と予算をいただければ…」の台詞が有名。なお、12話ではスリムがこの台詞を言いゼロ卿に突っ込まれていた。変装やモンタナ達の見張りなどメカ製造とは全く違う分野の仕事を押し付けられ愚痴をこぼす事もある。
典型的な理系思考を持ち、第11話では謎解きを幾何学的な暗号として解こうとした（実際は地形の簡略化を表していた）。
第38話ではスラムと密かに手を組んでゼロ卿の許可なく勝手に金塊（この回の宝とは別物）を湖底から引き揚げてネコババしようとした。
全く泳げないため浮き輪を身に着けている場面もある。
最終回でゼロ卿に完全に愛想を尽かし、彼の元を去った（これ以前にも第19話ではダヴィンチの発明品を巡り、ゼロ卿達を出し抜いたことがある）。本人曰く「新しいスポンサーを探す」らしい。

## スタッフ
以下のクレジットは日本語版のOP・ED内の表記に基づくものとする。
- 原作：マルコ・パゴット、ジー・パゴット
- キャラクターデザイン：マルコ・パゴット、新谷憲
- 音楽：ジアンニ・ボッピオ、マリオ・パガーノ
- 美術監督：松平聡
- 音響監督：本田保則
- 監督：今沢哲男
- プロデューサー：丹泰彦、中島啓太、アンジェラ・アゴスティ
- 制作統括：村上憲一
- キャラ・デザイン：西野理恵、佐藤真人
- メカ・デザイン：才田俊次、佐藤真人
- 美術設定：栗原正史、吉原一輔、亀崎経史、上久保義隆、猪田薫、田中資幸、山元健生、海保仁三朗、河野次郎
- 色彩：完甘幸隆、戸塚由紀子
- 編集：足立浩、水田経子
- 効果：井上裕（アニメサウンドプロダクション）
- 録音調整：秦昌二
- 録音：古橋昌子
- VTR編集：笹野真紀
- 演技事務：谷本順子
- 制作進行：渡邊武文、反町和宏、吉本賢一
- アニメーション制作：スタジオ・ジュニオ
- アニメーション制作（各話クレジット※実質制作協力）：亜細亜堂[注釈 5]、KK.C&D ASIA[注釈 6]、カネイ・プロ[注釈 7]、マッド・ハウス[注釈 8]、イマジン[注釈 9]、アウベック[注釈 10]、ランダム[注釈 11]、世映アニテル[注釈 12]
- 共同制作：REVER、NHKエンタープライズ、NHKソフトウェア
- 制作・著作：NHK

## 主題歌
オープニングテーマ
「冒険者たち」
歌：THE ALFEE／作詞・作曲：高見沢俊彦／編曲：THE ALFEE
エンディングテーマ
「エルドラド」
歌：THE ALFEE／作詞：高見沢俊彦、高橋研／作曲：高見沢俊彦／編曲：THE ALFEE
上記については、放送時のテロップ表示では、「アルフィー」とカタカナ表記であった。
イメージソング
「おかえりなさい」
歌：井上喜久子／作詞：Sora／作曲・編曲：川井憲次
「楽園のトリコ」
歌：三浦理恵子／作詞：長友博文（補作詞：及川眠子）／作曲：小森田実／編曲：新川博
「シャッターチャンスの連続」
歌：岩男潤子／作詞：Sora／作曲・編曲：山本はるきち
キャラクターソング
「1930♥すてきなメリッサ」
歌：メリッサとすてきな仲間たち（大塚明夫、中尾隆聖、岩男潤子、吉田理保子、大友龍三郎、桜井敏治、長島雄一、滝口順平）／作詞：Sora／作曲・編曲：船山基紀

## 各話リスト
本作の一番の特徴は、各回のサブタイトルが有名な映画などのタイトルなどをもじっていることにある（ストーリー自体が元になった映画のパロディになっている回もある）。タイトル及び主人公の「モンタナ・ジョーンズ」も「インディ・ジョーンズ」をもじったものである。
全話の脚本はジー・パゴット、マウロ・コミネリが担当したので割愛する。
| 話数   | サブタイトル                       | 脚本           | 絵コンテ   | 演出                        | 作画監督           | 冒険の舞台                                                          | お宝                                                   | 放送日        |
| ------ | ---------------------------------- | -------------- | ---------- | --------------------------- | ------------------ | ------------------------------------------------------------------- | ------------------------------------------------------ | ------------- |
| 第1話  | 翼よあれがマヤの灯だ               | 中村修         | 湊屋夢吉   | 今沢哲男                    | 新谷憲             | メキシコ・マヤ遺跡                                                  | マヤ文明の黄金のメダル                                 | 1994年 4月2日 |
| 第2話  | 海底2万センチ カリブの謎           | 中村修         | 五月女有作 | 小島正幸                    | 工藤柾輝           | カリブ海                                                            | ベラ・クルス（黄金の十字架）                           | 4月9日        |
| 第3話  | イスタンブールより愛をこめて       | 中村修         | 平田敏夫   | 古川政美                    | 椛島義夫           | トルコ・イスタンブール                                              | ビザンティン帝国の財宝                                 | 4月16日       |
| 第4話  | 誰がためにプラハの鐘はなる         | 中村修         | 小林常夫   | 青山弘                      | 清水健             | チェコ・プラハ                                                      | カール4世 の聖書（黄金と宝石製）                       | 4月23日       |
| 第5話  | タージマハルの秘かな愉しみ         | 中村修         | 冨永恒雄   | 冨永恒雄                    | しまだひであき     | インド・タージ・マハル廟                                            | シャー・ジャハーンの絹の絨毯                           | 4月30日       |
| 第6話  | 雪男はチベットがお好き             | 中村修         | 鈴木卓夫   | 鈴木卓夫                    | 金子紀男           | チベット・ポタラ宮                                                  | ダライ・ラマの曼荼羅（宝石製）                         | 5月7日        |
| 第7話  | ピラミッドの鍵貸します             | ひのくまりこう | 小島正幸   | 小島正幸                    | 工藤柾輝           | エジプト・クフ王のピラミッド                                        | クフ王の棺                                             | 5月14日       |
| 第8話  | 突然アーサー王のごとく             | 中村修         | 小島正幸   | 香川豊                      | 郷敏治             | イギリス・グラストンベリー・トー                                    | エクスカリバー                                         | 5月21日       |
| 第9話  | コンドルは舞いおりた・インカの秘宝 | 中村修         | 小島正幸   | 新房昭之                    | 三原武憲           | ペルー・マチュ・ピチュ遺跡                                          | コンドルの卵（色とりどりの宝石）                       | 5月28日       |
| 第10話 | チャイナタウンに手を出すな         | 中村修         | 小島正幸   | 小島正幸                    | 工藤柾輝           | サンフランシスコ                                                    | 明朝万暦帝の陶磁器                                     | 6月4日        |
| 第11話 | バイキングはわかってくれない       | ひのくまりこう | 香川豊     | 香川豊                      | 郷敏治             | スウェーデン・ゴットランド島                                        | バイキングの王・チェルバルの財宝                       | 6月11日       |
| 第12話 | 燃えよバビロン!                    | 中村修         | 冨永恒雄   | 高瀬節夫                    | 石井智美           | イラク・バベルの塔                                                  | 古代バビロニア王国の財宝                               | 6月18日       |
| 第13話 | アルハンブラのある夜の出来事       | 中村修         | 今沢哲男   | 古川政美                    | 工藤柾輝           | スペイン・アルハンブラ宮殿                                          | ユースフ1世の財宝                                      | 6月25日       |
| 第14話 | アンコールワットは危険な香り       | 中村修         | 遠藤克己   | 太田博光                    | 森中正春           | カンボジア・アンコール遺跡                                          | 黄金の米粒                                             | 7月2日        |
| 第15話 | ラスト騎士・イン・パリ             | 中村修         | 青山弘     | 古川政美                    | 工藤柾輝           | フランス・パリ、テンプル騎士団の史跡                                | ソロモン王の黄金の燭台                                 | 7月9日        |
| 第16話 | アポロン神殿・デルフィで昼食を     | 中村修         | 今沢哲男   | 小島正幸                    | 金子紀男           | ギリシャ・デルポイのアポロン神殿                                    | 黄金の三脚台                                           | 7月16日       |
| 第17話 | 白鳥城からの脱出                   | 中村修         | 香川豊     | 香川豊                      | 郷敏治             | 南ドイツ・ノイシュヴァンシュタイン城                                | ルートヴィヒ2世 (バイエルン王)の甲冑                   | 7月23日       |
| 第18話 | 香港で激突!皇帝の指令を探せ        | 中村修         | 遠藤克己   | 太田博光                    | 石井智美           | 香港市街                                                            | 始皇帝の勅令状                                         | 7月30日       |
| 第19話 | ミラノ大捜査線                     | 中村修         | 鈴木卓夫   | 田中洋之                    | 三原くみ花         | イタリア・ミラノ、スフォルツェスコ城                                | レオナルド・ダ・ヴィンチの黄金の空飛ぶマシン           | 8月6日        |
| 第20話 | 寒い国から来た招待                 | 中村修         | 鹿島典夫   | 鹿島典夫                    | 窪秀巳             | モスクワ・クレムリン                                                | 聖母マリアの絵（イコン）                               | 8月13日       |
| 第21話 | 王様と私・ジンバブエの黄金         | 中村修         | 小島正幸   | 小島正幸                    | 金子紀男           | グレート・ジンバブエ遺跡                                            | マトペの財宝                                           | 8月20日       |
| 第22話 | 赤い砂漠の大冒険                   | 中村修         | 太田博光   | 太田博光                    | 森中正春           | オーストラリア・エアーズ・ロック                                    | 涙のルビー（雫型のルビーをあしらった黄金のブーメラン） | 8月27日       |
| 第23話 | モンテカルロに進路をとれ           | 中村修         | こだま兼嗣 | 香川豊                      | 工藤柾輝           | モナコ・モンテカルロ周辺                                            | 古代ギリシア時代のブロンズ像「キプロスの御者」         | 9月3日        |
| 第24話 | シルクロード大攻防戦               | 中村修         | 小島正幸   | 小島正幸                    | 新谷憲             | ヨルダン・ペトラ遺跡                                                | シルクロードの財宝                                     | 9月10日       |
| 第25話 | 緊急指令!イースター島異状あり      | 杉原めぐみ     | 今沢哲男   | 南波千浪                    | 奥村吉昭           | イースター島                                                        | ロンゴロンゴが刻まれた鯨骨製のモアイ像                 | 9月17日       |
| 第26話 | 王様は二つの鐘を鳴らす             | 中村修         | こだま兼嗣 | 古川政美                    | 工藤柾輝           | ビルマ・ラングーン                                                  | 黄金の鐘                                               | 9月24日       |
| 第27話 | モンゴル高原・荒野の三人           | 中村修         | 青山弘     | 日色如夏                    | 金子紀男           | モンゴル・グユク・ハーンの史跡                                      | グユク・ハーンの黄金のテント「ゴールデン・オルド」     | 10月1日       |
| 第28話 | 古城の恋のメロディ                 | 杉原めぐみ     | 今沢哲男   | 古川政美                    | 西山里枝           | スコットランド・ハイランド地方の古城                                | ステュアート朝の王冠                                   | 10月8日       |
| 第29話 | クレタ島・迷宮にご用心             | 中村修         | 南波千浪   | 南波千浪                    | 奥村吉昭           | クレタ島・クノッソス宮殿                                            | ミノス王の宝                                           | 10月15日      |
| 第30話 | エルドラドの冒険者たち             | 中村修         | 青木悠三   | 古川政美                    | 工藤柾輝           | コロンビア・ボゴタ                                                  | エル・ドラドの黄金の船                                 | 10月22日      |
| 第31話 | ナイル強奪事件・神殿の秘密         | 杉原めぐみ     | 香川豊     | 香川豊                      | 金子紀男           | エジプト・カルナック神殿                                            | 水の神・ハピの黄金の像                                 | 10月29日      |
| 第32話 | アラビアンナイト・カリフの熱い夜   | 中村修         | 小島正幸   | はしもとなおと              | 西山里枝           | イラク・バグダード                                                  | カリフの涙（巨大なダイヤ）                             | 11月5日       |
| 第33話 | 海賊に明日はない                   | 中村修         | 南波千浪   | 南波千浪                    | 奥村吉昭           | ポルトガル・リスボン、ベレンの塔                                    | 海賊船の財宝                                           | 11月12日      |
| 第34話 | ドラキュラ城のトリコ               | 中村修         | こだま兼嗣 | 日色如夏                    | 工藤柾輝           | ルーマニア・トランシルヴァニア地方                                  | セバスチャン・ハーンの手による工芸品                   | 11月19日      |
| 第35話 | SOS ケティ号・忘れられた孤島       | 杉原めぐみ     | 望月敬一郎 | 望月敬一郎                  | 宍倉敏             | エジプト・アレクサンドリア図書館                                    | プトレマイオス4世の黄金の巨大船                        | 11月26日      |
| 第36話 | 地下より永遠に・始皇帝の遺産       | 中村修         | 今沢哲男   | 小島正幸 徐正守（世映動画） | 金大中（世映動画） | 中国・始皇帝陵                                                      | 始皇帝凌と始皇帝の財宝                                 | 12月3日       |
| 第37話 | モーツァルトにラブソングを         | 杉原めぐみ     | 南波千浪   | 南波千浪                    | 奥村吉昭           | ウィーン・シュテファン大聖堂、 ザルツブルク・ホーエンザルツブルク城 | オスマン帝国軍の財宝                                   | 12月10日      |
| 第38話 | バイカルは燃えているか             | 杉原めぐみ     | 小島正幸   | 矢野篤                      | 金子紀男           | ロシア・バイカル湖周辺                                              | ロマノフ朝のダイヤモンドの王冠                         | 12月17日      |
| 第39話 | 風車とダイヤモンド                 | 中村修         | 中村憲由   | 中村憲由                    | 工藤柾輝           | オランダ・アムステルダム、 ベルギー・ブリュージュ                   | マリー・アントワネットの王妃の首飾り                   | 12月24日      |
| 第40話 | 失われたレムリアを求めて           | 中村修         | 小島正幸   | 徐正守（世映動画）          | 金大中（世映動画） | インドネシア・ジャワ島近海                                          | レムリア大陸の遺跡・魚神「モアン」の黄金像             | 1995年 1月7日 |
| 第41話 | お宝は天使の匂い                   | 中村修         | 南波千浪   | 南波千浪                    | 奥村吉昭           | フランス・モン・サン＝ミシェル                                      | カール大帝の黄金の兜                                   | 1月14日       |
| 第42話 | 小さな目撃者・ラインの黄金         | 中村修         | 青山弘     | 矢野篤                      | 金子紀男           | ドイツ・ライン川河畔、プファルツ城                                  | ラインの黄金（ドラゴンの黄金像）                       | 1月28日       |
| 第43話 | 女神の金庫は危険がいっぱい         | 中村修         | 望月敬一郎 | 望月敬一郎                  | 宍倉敏             | トルコ・エフェソス、アルテミス神殿                                  | 古代ローマ時代の財宝                                   | 2月4日        |
| 第44話 | クリフパレスの禁じられた遊び       | 中村修         | 大関雅幸   | 徐正守（世映動画）          | 金大中（世映動画） | 北アメリカ・メサ・ヴェルデ                                          | アナサジ族の財宝                                       | 2月11日       |
| 第45話 | エトルリアの黒い罠                 | 杉原めぐみ     | 南波千浪   | 南波千浪                    | 奥村吉昭           | イタリア・エトルリア                                                | 古代エトルリア王の宝                                   | 2月18日       |
| 第46話 | アルフレッド怒りの脱出             | 中村修         | 大関雅幸   | 伊達そのた                  | 工藤柾輝           | メキシコ・古代オルメカの遺跡                                        | オルメカ人の宝                                         | 2月25日       |
| 第47話 | マルコ・ポーロ、ベニスに消ゆ       | 杉原めぐみ     | 小島正幸   | 徐正守（世映動画）          | 金大中（世映動画） | イタリア・ヴェネツィア                                              | クビライ・カーンの親書・純金の通行手形                 | 3月4日        |
| 第48話 | サハラの熱い日                     | 杉原めぐみ     | 中村憲由   | 中村憲由                    | 金子紀男           | アルジェリア・クリスティーネ遺跡                                    | 墓に隠された財宝                                       | 3月11日       |
| 第49話 | スイスの危険なめぐりあい           | 中村修         | 南波千浪   | 南波千浪                    | 奥村吉昭           | スイス・カール2世の史跡                                             | 「金の襟章の騎士たち」（カール2世の騎士団）の財宝      | 3月18日       |
| 第50話 | 日本へ!嘆きの戦士・義経の財宝      | 中村修         | 望月敬一郎 | 望月敬一郎                  | 中島豊秋           | 日本・平泉、中尊寺                                                  | 源義経の黄金の鎧兜                                     | 3月25日       |
| 第51話 | ミシシッピの大いなる遺産           | 中村修         | 小島正幸   | 徐正守（世映動画）          | 金大中（世映動画） | ミシシッピ川流域、 ホープウェル・インディアンのマウンド             | ホープウェル・インディアン守護神・ヒヌンの宝           | 4月1日        |
| 第52話 | さらばサバンナの陽                 | 中村修         | 今沢哲男   | 伊達そのた                  | 新谷修悠           | コンゴ                                                              | ソロモン王の黄金のマント                               | 4月8日        |

放送休止
- 1994年12月31日：『坊っちゃん -人生損ばかりのあなたに捧ぐ-』（再放送）（16:30 - 18:30）、手仕事にっぽん（18:30 - 18:40）
- 1995年1月21日：阪神・淡路大震災

## メカローバー
ニトロの製作する動物型マシンの総称で、神話に登場する怪物や神、歴史上の人物などの名前が付けられている。作品中では「○○型メカローバー △△△△」と字幕で紹介されているが、登場人物たちがその名前で呼ぶことはほぼない（製作者のニトロですら、第2話では「タコ型メカローバースキュレー」第6話で「イエティ」と呼んでいるものの、あとは「メカローバー」か単に「メカ」、あるいはモチーフ名をつけて「○○メカorメカ○○」である）。
イエティなどモチーフ生物を思わせる体色の個体もいるが、基本的にピンクか赤色の外見をしている。
なお、第1話の「マヤの飛行神」はマヤ遺跡から発掘した「飛行神」（デザインはケツァルコアトル）をニトロが復元したもの、第17話・第37話・第39話の場合はモチーフは動物だがデザインに取り入れられている程度であり、作品中でも「メカローバー」とは区別されている。
これ以外にメカローバーと同モチーフの小型の乗り物が出てくるケースもあり、第14話や24話ではニトロ博士はこっちをメインに使用している他、第40話ではクラーケンをモンタナ達に奪われたためケティを改造した潜水艦を操縦している。
OPにコウモリ・クモ・ゾウ・コンドルのメカローバーが出てくるが、ユピル・メデューサ・ガーネシア・ピサロとは外見が微妙に異なる他、コウモリは4機同時登場してビームを撃ってきたり、ゾウは背中のプロペラで飛行するなど本編のものとは能力も異なる。
- 第1話 マヤの飛行神
- 第2話 タコ型メカローバー スキュレー
- 第3話 クモ型メカローバー メデュウサ
- 第4話 コウモリ型メカローバー ユピル
- 第5話 象型メカローバー ガーネシア
- 第6話 雪男型メカローバー イエティ
- 第7話 ラクダ型メカローバー アヌビス
- 第8話 モグラ型メカローバー モードレッド
- 第9話 コンドル型メカローバー ピサロ
- 第10話 ドラゴン型メカローバー チューロン
- 第11話 セイウチ型メカローバー エーギル
- 第12話 魔神型メカローバー ラマス（アッシリアの主神、メカローバーとしての造形は本物のラマス像と異なり翼のついた牛風。）
- 第13話 牛型メカローバー バルラバス
- 第14話 ワニ型メカローバー カーリア（ヒンドゥー神話に登場する蛇）
- 第15話 蛾型メカローバー シヴァ
- 第16話 バッタ型メカローバー ティテュオス
- 第17話 装甲ハンググライダー（モチーフは鷲） ワルキューレ（4機登場）
- 第18話 エイ型メカローバー ジャオ
- 第19話 ヘビ型メカローバー バシリスク（コウモリ風の翼があり、外見はワイアーム風。）
- 第20話 白熊型メカローバー ディアボル（聖書に登場する悪魔）
- 第21話 カバ型メカローバー ベヘモス
- 第22話 カンガルー型メカローバー モコイ（アボリジニの伝承に登場する悪霊）
- 第23話 カニ型メカローバー グラウコス（2体登場）
- 第24話 ラクダ型メカローバー アヌビスII世[注釈 14]
- 第25話 クワガタ型メカローバー ヘラクレス
- 第26話 トンボ型メカローバー マーラ
- 第27話 ハサミムシ型メカローバー アルハン
- 第28話 羊型メカローバー クロムウェル
- 第29話 カタツムリ型メカローバー サルペドーン（ギリシャ神話に登場するゼウスの子供）
- 第30話 カメ型メカローバー ケサーダ（征服者ゴンサロ・ヒメネス・デ・ケサーダから）
- 第31話 アオサギ型メカローバー アーマーン
- 第32話 サソリ型メカローバー フラグ
- 第33話 ムツゴロウ型メカローバー バルバロッサ
- 第34話 吸血コウモリ型メカローバー ストリゴイ（ルーマニアの伝説に登場する吸血鬼の名、なお「吸血コウモリ」モチーフだがカボチャ形態にも変形。）
- 第35話 魚型メカローバー レビアタン
- 第36話 トカゲ型メカローバー サラマンダ
- 第37話 重装飛行船（モチーフは翼竜） ロード・ゼロ
- 第38話 トナカイ型メカローバー エルリック
- 第39話 牛型装甲車 マッド・ニトロ
- 第40話 イカ型メカローバー クラーケン
- 第41話 ペリカン型メカローバー ガヌロン（ローランの歌の登場人物）
- 第42話 ウサギ型メカローバー ハーゲン
- 第43話 ハチ型メカローバー アルヌス（ギリシャ神話の登場人物）
- 第44話 恐竜型メカローバー（モチーフは角竜）  ゴグ
- 第45話 イノシシ型メカローバー フェブリス（ローマの熱病の女神）
- 第46話 恐竜型メカローバー（モチーフはティラノサウルス）  マゴグ
- 第47話 ロブスター型メカローバー ネプチューン
- 第48話 フクロウ型メカローバー アズライル
- 第49話 ゴキブリ型メカローバー ディーベス
- 第50話 カブトガニ型メカローバー シキガミ
- 第51話 ビーバー型メカローバー ウィッシュプーシュ（インディアンの神話に登場する怪物）
- 第52話 サイ型メカローバー サフル（イスラムの神話に登場する魔神）

## ミニコーナー
本編終了後、5分ほどミニコーナーが置かれ、イメージソングはここで使われた。
ミニコーナーは4種類あり、「今日のメカ紹介」→「メリッサのファッションブック」→「今日の冒険ガイド」→「みんなのおたより紹介」の順に変わっていった。
ちなみに、本放送とレンタルビデオとではミニコーナーの内容やイメージソングが違っている回がある（「今日の冒険ガイド」、「みんなのおたより紹介」は未収録）。
今日のメカ紹介
その回に登場したニトロの発明品を、設定イラストを交えて紹介するコーナー。レンタルビデオではケティが紹介されている回が何話もある。
メリッサのファッションブック
本編に登場したメリッサのファッションを、設定イラストを交えて紹介するコーナー。
今日の冒険ガイド
その回に冒険した場所を実写で紹介。ナレーションは、岩男潤子が担当。
みんなのおたより紹介
NHKのお約束、視聴者からのイラストを紹介するコーナー。

## その他
- 作中には1930年代の38の国や地域が登場する。モンタナ一行はアメリカ・イタリア・イギリス(イースター島を含む)の3カ国へ3回ずつ、メキシコ・トルコ・エジプト・イラク・ギリシャ・ドイツ・中国・ロシアの8カ国へ2回ずつ訪れている。
- 山中あきらの作画による漫画がデラックスボンボンで連載され、講談社から単行本（全1巻）が発売された。
- 永岡書店からフィルムコミックが10巻（30話）まで刊行されている。
- 講談社から「講談社のテレビアニメ名作えほん」シリーズとして全6巻が発売されている。
- フューチャー・パイレーツより3DOソフトとしてゲーム化されている。
- 現在も、一般向けのDVD・Blu-ray・サウンドトラックCDの発売は未定。レンタルビデオ(VHS)はポニーキャニオンより全13巻、各巻4話収録して発売されたが、現在は廃盤となっている。
- NHKアーカイブス及びNHKオンデマンドによる一般公開も行われておらず、半ば封印状態にある。
- メリッサ役の岩男は本作が声優デビュー作となった。
- 第25話では、モンタナ役の大塚とスリム役の桜井が出演したアニメ『ふしぎの海のナディア』に出演した滝沢久美子と井上喜久子が親子役という設定でゲスト出演した。また、第50話では同作の主演であった日髙のり子が中尊寺の修行僧という設定でゲスト出演している。
- 俳優の中村倫也は2020年のインタビューにて、個人的にハマったアニメとして本作の思い出を語っている。